# 大花线柱兰
大花线柱兰（学名：Zeuxine grandis）为兰科线柱兰属下的一个种。

## 扩展阅读
- 維基物種上的相關：大花线柱兰